# Мордхе Вейнгер
Мордхе Вейнгер (1890, Полтава — 1929) — радянський лінгвіст та діалектолог єврейського походження, що вивчав їдиш. Творець першого атласу їдишомовних регіонів.

## Біографія
Народився у 1890 році у місті Полтава. Ще у дитячому віці переїхав до Варшави, де вивчав германську філологію у Варшавському університеті. У 1912—1913 роках публікував роботи по синтаксису їдишу, а також ролі звуків івриту в їдиші. Також запропонував орфоепічні реформи для ідишу. Його роботи були включені до книги Шмуеля Нігера «Der pinkes».
Початок Першої світової війни на багато років перервав дослідження Мордхе, який закінчив університет кілька тижнів перед тим. Після служби в армії на території Персії, а також роботи на радянську владу у різних місцевостях, включаючи період проживання у наметах у Туркестані, майбутній вчений осів у Мінську у 1923 році. У цьому місті він став провідною фігурою білоруського центру вивчення їдишу. Вейнгер був викладачем германської філології та їдишу у Білоруському державному університеті, а з 1925 року — вчений секретар секції юдаїки Інституту білоруської культури[джерело?]. На додачу до викладання, він широко публікувався у радянській їдишемовній періодиці, а також був ініціатором двох проектів: академічного словника їдишу і атласу їдишомовних регіонів. Серед публікацій можна виділити «Forsht yidishe dyalektn!» (1925).
Головною роботою Мордхе Вейнгера був його мовний атлас «Yidisher shprakhatlas fun Sovetn-farband», який включав вступ і 75 карт. Критики відзначали недосконалість методики його створення, адже він базувався на анкетах, розісланих поштою, а не на емпіричних чи польових дослідженнях. Більше того, атлас був обмежений тогочасними кордонами Радянського Союзу — більшість уваги було відведено північносхідному (литовському) та південносхідному (українському) діалектам їдишу, але не згадано середньосхідний (польський) діалект.
Вейнгер покінчив життя самогубством 4 лютого 1929 року. Його робота «Yidishe dialektologye» вийшла в друк у тому ж році, але вже після його смерті, а його аталас був виданий у 1931 році його учнем Лейзером Віленкіним.